# 4,4'-bifenolo
Il 4,4'-bifenolo è un composto bifenolico derivato dal bifenile. È costituito da due molecole di fenolo legate da un legame carbonio-carbonio in para (posizione 4) rispetto al gruppo ossidrilico. 

## Sintesi
La prima sintesi riguardante il bifenolo che fu pubblicata utilizzava il corrispondente diazocomposto (formato a partire da benzidina e nitrito) dissolto in acido solforico concentrato.
Attualmente il bifenolo viene sintetizzato a partire dal 2,6-di-ter-butilfenolo che viene dapprima dimerizzato utilizzando ossigeno in presenza di una base forte come catalizzatore (idrossido di sodio o di potassio). Il dimero ottenuto viene successivamente ossidato formando un chinone e trattando con idrogeno si ottiene la riduzione a 3,3',5,5'-tetra-ter-butilbifenolo. Infine il butile terziario viene rimosso dealchilando per riscaldamento a 330 °C, producendo isobutene e 4,4'-bifenolo.

## Applicazioni
Il 4,4'-bifenolo trova principale utilizzo come antiossidante, intermedio nella sintesi di coloranti, e come monomero nella sintesi di polimeri.